# 34264 Sadhuka
34264 Sadhuka è un asteroide della fascia principale. Scoperto nel 2000, presenta un'orbita caratterizzata da un semiasse maggiore pari a 3,0219039 au e da un'eccentricità di 0,0251767, inclinata di 9,15245° rispetto all'eclittica.